# Clibanarius vittatus
O Clibanarius vittatus é uma espécie de caranguejo ermitão.